# Харалд V
Харалд V е крал на Норвегия от 1991 г.
Син на Олаф V и шведската принцеса Марта, Харалд е роден в резиденцията Скаугум, община Аскер, близо до Осло. Той е първият крал на Норвегия, който се е родил в страната след крал Олаф IV, който е роден там през 1370. Харалд V е потомък на Жозефин дьо Боарне, първата жена на Наполеон Бонапарт.
Харалд живее във Вашингтон през Втората световна война, но се завръща в Норвегия, за да завърши своето образование в Норвежката военна академия, а после Балиъл Колидж в Оксфордския университет. Харалд се жени за обикновената гражданка Соня Харалдсен през 1968 г. – един брак, който разделя общественото мнение. Двойката има две деца – принцеса Марта Луис и престолонаследника Хокон Магнус.
Харалд става крал на Норвегия след смъртта на своя баща на 17 януари 1991 г.
Като запален моряк, Харалд представя Норвегия във ветроходните състезания на Олимпийските игри няколко пъти, докато е все още престолонаследник. Носи норвежкото знаме на шествието по откриване на Олимпийските игри в Токио (1964 г.). С неговия екипаж той печели бронзови, сребърни и златни медали на световните шампионати съответно през 1988, 1982 и 1987 г.
На 1 декември 2003 е обявено официално, че крал Харалд има рак на пикочния мехур. На 8 декември се провежда сполучлива операция в Университетската болница Рикшоспитале, Осло, мехурът е отстранен и заменен с изкуствен. През това време кралят е освободен от всичките си официални задължения. Той подновява задълженията си на 13 април 2004 г. Престолонаследникът Хокон е регент по време на боледуването и възстановяването на крал Харалд.